# Милорад Зебић
Милорад Зебић (Лозница, 25. март/6. април 1883 — Београд, 3. јануар 1976) био је српски економиста, главни секретар Београдске берзе 1935—1937, вицегувернер Народне банке 1937—1939.

## Биографија
Рођен је у Лозници од оца Уроша и мајке Милеве рођене Скорић. Четири разреда основне школе завршио је у Лозници. Гимназију, која је тада трајала 8 година, учио је у Лозници (прва два разреда), Ваљеву, Шапцу и Београду (последња три разреда). Матурирао је 1903. у 3. београдској гимназији која се тада звала Гимназија краља Александра I и налазила код Вазнесенске цркве. Завршио је економско-финансијски одсек на Правном факултету Универзитета у Београду 1907. године. Усавршавање је наставио 1912. и 1916-1918 на Правном факултету на Сорбони у Паризу.
Од 1908. до 1930. године радио је у државној служби при Министарству финансија, Министарству народне привреде и Министарству трговине и индустрије, као инспектор, делегат у Паризу и начелник. Пензионисан је 1930. године, да би 1935. био изабран за главног секретара Београдске берзе. На том положају остаје до краја 1937. године када је изабран за вицегувернера Народне банке где остаје до 1939. године. Обављао је и друге дужности у банкарском сектору, био је експерт на Хашком избраном суду по споровима мађарских банака против Југославије. Био је члан више комисија за израду закона: о Занатској банци, о Ликвидационој банци, Закона о Каналу краља Петра, Закона о бродарству на Дунаву, Закона о земљорадничким дуговима, Закона о Државној хипотекарној банци итд.
Током Балканских ратова 1912. и 1913. био је војни цензор. Током Првог светског рата радио је у Прес-бироу Министарства војске и био дописник белгијских, пољских и француских листова. Са војском је прешао Албанију и потом евакуисан у Француску. За свој рад награђен је од француске владе Академском палмом, а потом Орденом официра легије части. Током 1917. примљен је за редовног члана Париског статистичког друштва. У својој земљи одликован је орденима Светог Саве, Белог орла и Југословенске круне.
У стручном раду бавио се питањем пореза, привредног развоја земље и унапређењем финансија. Објављивао је дела на српском, француском и немачком језику.
Период током и после Другог светског рата провео је повучено, не учествујући у јавном животу. За то време се бавио научним радом и објавио неколико дела.
Преминуо је у 93. години, 3. јануара 1976. у Београду.

## Дела
- , 82 стране, Париз 1917.  185486855
- Закони и расписи о акционарским друштвима: с упуствима и објашњењима, 205 страна, Београд 1925.  72462599
- Акцијско право Краљевине Срба, Хрвата и Словенаца: коментар закона, 354 стране, Београд 1928.  34399751
- Престанак и ликвидација акцијских друштава: једно поглавље из трговачког права, 303 стране, Београд 1935.  34395655
- О берзама и посебно о Београдској берзи, 53 стране, Београд 1937.  140614663; допуњено издање: 124 стране, Београд 1990.  750092
- Живот и рад Дубровчанина Бенка Котруљића са преводом његовог списа О трговини и савршеном трговцу, 212 страна, Титоград 1963.  143755527
- Наук о штедњи, 117 страна, Београд 1967.  100401671
- Брањево на Дрини: романсирана оживљавања, 141 страна, Београд 1970.  105031687
- Три предратна села, 96 страна, Београд 1971.  106799879
- Моје родно место, детињство и ђаковање - сећања, 240 страна, Београд-Лозница 1996.